# ルワン王

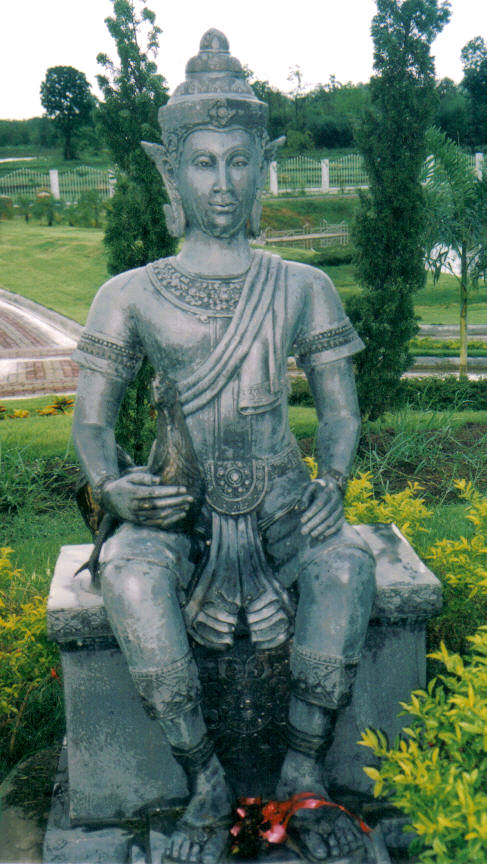
カムペーンペット県にあるルワン王の像

ルワン王（ルワンおう）、あるいはプラ・ルワン (Phra Ruang、พระร่วง) は、タイ王国のスコータイ地方に伝わる英雄。11世紀初頭にスコータイの王に就いたとされる。スコータイ王朝が成立する前の話であるため確証はないが、実際の人物がモデルになっているのではないかといわれている。スコータイ王朝時代には王朝の先祖と位置づけられ、しばしスコータイの王の代名詞ともなった。ロッブリー方面にも似たような話が伝わる。

## 伝説
チャンタラ・ラーチャー王はスリヤー・テーウィーという妃と暮らしていた。チャンタラ・ラーチャー王はある日狩りをしに森へ向かったが、そこで美女を見つけ男女の関係を結ぶ。すべてを終えると美女は「私は、ナーガ（タイ語ではナーク。ヒンドゥー教の竜の種族。）です。他の女と一緒に住むと、そのうちに怒りだし、毒を吐いてしまうでしょう。あなたと一緒には暮らせません。」と言い残し消えてしまった。
後日、ナーガ女は身ごもって卵を1つ生んだ。ナーガ女は地上へ向かうと、とあるサトウキビ畑にその卵を置いて去った。そのサトウキビ畑を耕して生計を立てていた老夫婦は、その卵を発見すると持ち帰り、大切にしまって置いたが、ある日卵が割れ、玉のような男の子が産まれたのでびっくり。高齢にもかかわらず子ができたことを喜び、綿の中に入れてあやすと男の子は鳴き声を激しくたてた。不思議に思った老夫婦は法師の所へ行き、子細を占ってもらうと、男の子は高徳な前世を持っているという。法師はさらに「古い竹から生える新芽を取ってゆりかごを編み、そこに寝かしつけなさい。そのゆりかごには、特別な印を描くように」と忠告した。その通りにすると、男の子は静かに眠った。
男の子は15歳になった。男には言ったことが本当になるという神通力を持ち、老夫婦を大変喜ばせた。老夫婦は男の子をプラ・ルワン（「プラ」は高貴な者の称号、「ルワン」は「輝かしい」の意）と名付けた。
ある日、チャンタラ・ラーチャー王がある宮殿の建設前の儀式を行っていたが、この日近隣の村々から住民が見物に来た。プラ・ルワンと老夫婦も訪れていたが、プラ・ルワンは突然「ここは俺達のなわばりだ」と叫んだ。同時に柱が立ち上がり、激しく震えだした。これを見てチャンタラ・ラーチャー王は「これはあのときにできた子供かも知れない」と思い。老夫婦から報償と引き替えにプラ・ルワンを取り上げ、養子にして皇太子に付けた。
プラ・ルワンは皇太子になってからも神通力を存分に発揮した。そのころ、チャンタラ・ラーチャーの国は水に乏しくクメールのインドラプラシュタ国の国王パドマスリヤーマン（実在の人物）に貢ぎ物を送る代わりに、インドラプラシュタ領内から水を引くことを許されていた。これに腹を立てたプラ・ルワンは、父に貢ぎ物を止めるように言った。父のチャンタラ・ラーチャー王は「プラ・ルワンの言うことに誤りなし」と判断し、その通りにした。直ちにパドマスリヤーマン王は討伐隊を送った。しかし、神通力を駆使したプラ・ルワンの軍にかなわなかった。プラ・ルワンが初陣にもかかわらずとんでもない戦闘力を発揮するのを見て、パドマスリヤーマン王は討伐をあきらめた。
父が死んだ後、スコータイの王に就いたという。